# سبنسر هاوسون
سبنسر هاوسون (بالإنجليزية: Spencer Howson)‏ هو مقدم برامج إذاعية أسترالي، ولد في 9 مارس 1972.